# Cambridge University Boat Club

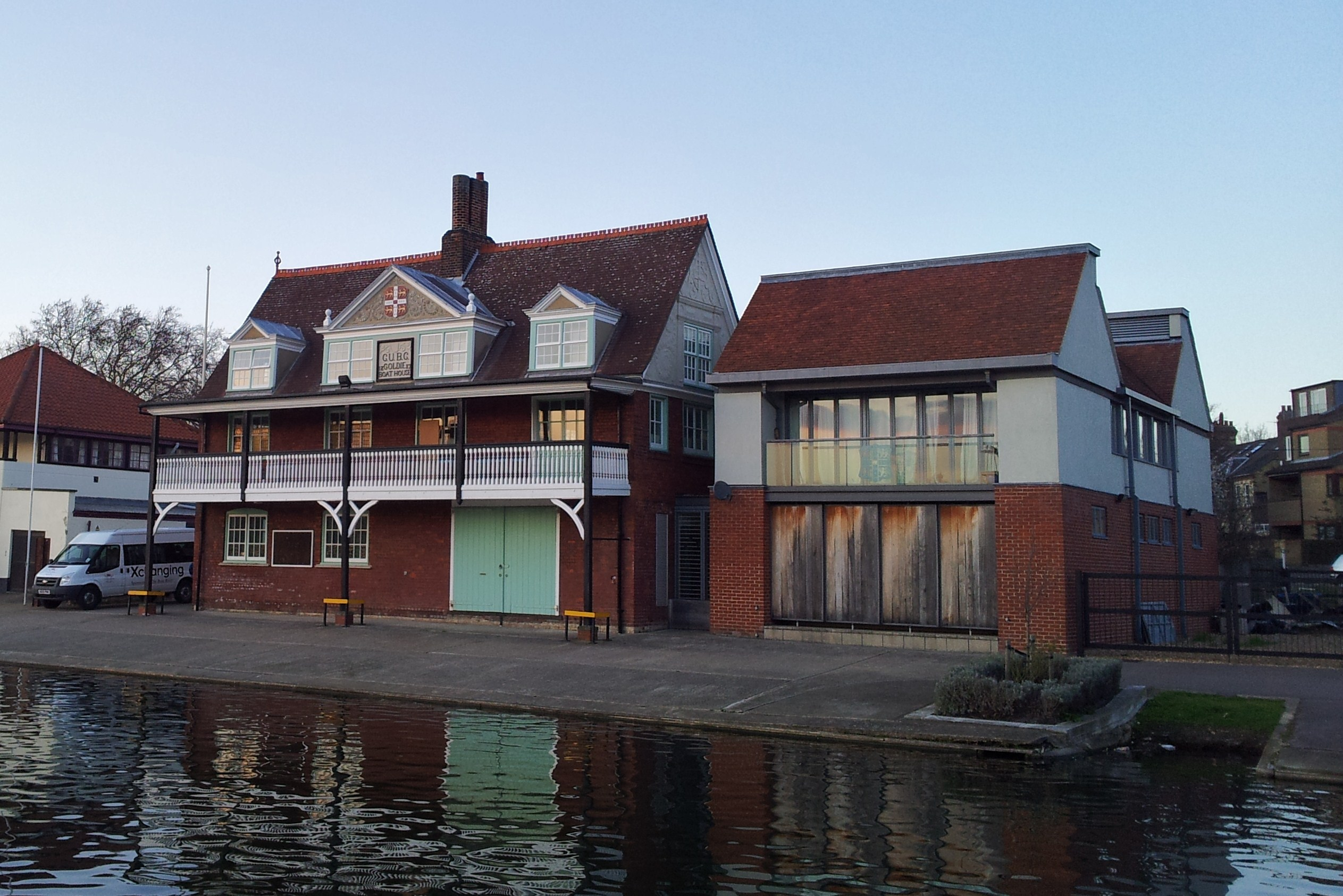
Goldie Boathouse, le siège du club depuis 1882.

Le Cambridge University Boat Club (CUBC) est le club d'aviron de l'université de Cambridge (Angleterre), situé sur la Cam, à Cambridge, bien que les entraînements se déroulent principalement à Ely sur la rivière Great Ouse. Fondé en 1828, il dispute chaque année la Boat Race contre le club d'aviron de l'université d'Oxford sur la Tamise.